# Hůrka u Hranic
Hůrka u Hranic este o arie protejată (sit de importanță comunitară — SCI) din Republica Cehă întinsă pe o suprafață de 37,35 ha, integral pe uscat.

## Localizare
Centrul sitului Hůrka u Hranic este situat la coordonatele 49°32′15″N 17°44′53″E / 49.5375°N 17.748056°E.

## Înființare
Situl Hůrka u Hranic a fost declarat sit de importanță comunitară în aprilie 2005 pentru a proteja 1 specie de animale.

## Biodiversitate
Situată în ecoregiunea continentală, aria protejată conține 1 habitat natural: Peșteri inaccesibile publicului.
La baza desemnării sitului se află o specie protejată de  mamifere: liliac comun (Myotis myotis).